# Еммеріх де Ваттель
Еммеріх де Ваттель (фр. Emer de Vattel; 25 квітня 1714, Невшатель — 28 грудня 1767, Невшатель) — швейцарський юрист, філософ, дипломат, експерт з правових питань, теорій, які заклали основи сучасного міжнародного права і політичної філософії. Був радником саксонського курфюста Фрідріха Августа ІІ, а також займав посаду посла Саксонії у Швейцарії. Прославився як автор робіт про природні права людини та міжнародне право.
Головна його робота — «Право народів, або принципи природного права, які застосовуються у поведінці та справах нації та суверенів», в якій застосував теорію природного права у міжнародних відносинах.

## Біографія
Емер де Ваттель народився 25 квітня 1714 в князівстві Невшатель, яке в той час належало Пруссії, в сім'ї протестантського священика. Він був одним з дев'яти дітей. Його батько Давид де Ваттель був прихильником Фрідріха І і в 1727 році став головою місцевих зборів міністрів. Мати Марі де Монтмоллін була дочкою посла князівства Невшатель в прусському дворі.
З 1728 по 1730 Ваттель був зарахований як студент гуманітарних наук в Університет Базеля. У 1733 році він відправився до Женеви, щоб продовжити богословські і метафізичні дослідження; одним з його вчителів був Жан-Жак Бурламакі, під опікою якого Ваттель детально досліджував принципи природного права і права народів. Також вивчав гуманітарні науки і філософію, останню по роботам Лейбніца та Вольфа, які мали досить великий вплив на його творчість.
Мало що відомо про наступні роки, але протягом 1740—1741 років Ваттель написав серію нарисів, деякі з яких надруковані у провідних літературних журналах Швейцарії. У тому ж році захищав філософію Лейбніца від звинувачення в атеїзмі, зробленого професором філософії та математики Жан-П'єр де Круза. Через фінансові труднощі в 1743 році він переїхав до Дрездена, де йому обіцяли роботу першого міністра курфюрста Фрідріха Августа II Саксонського (виборного короля Польщі).
Ваттель провів наступні три роки в Невшателі, чекаючи наказів з Дрездена. В цей час писав есе та вивчав праці німецького філософа Християна Вольфа. Ці есе, які включили «Dissertation sur cette question: Si la loi naturelle pent porter' la societe a sa perfection, sans le secours des loix politiques» (Дисертація з питання: чи може природне право привести суспільство до досконалості без допомоги політичних законів), а також есе «Essai sur le fondement du droit naturel, et sur le premier principe de l'obligation ou se trouvent tous les hommes, d'en observer les loix» (Нарис про основи природного права і першого загальнообов'язкового принципу дотримуватися законів), були опубліковані в 1746 році. У 1747 році, нарешті, після другого видання «Pieces diverses», йому було надано невелику щорічну пенсію в 500 екю і посаду постійного міністра в Берні. Перебував Еммеріх в Берні не довше, ніж кілька тижнів.
Протягом наступних десяти років Ваттель залишився в Невшателі. Звідси він надсилав потік листів до графа Брюля, скаржачись на своє нездоров'я і важкі фінансові обставини. Тим не менш, цей період виявився найбільш продуктивним у його житті. У 1757 році він опублікував ще збірник нарисів, які включали діалоги між Діогеном і Марком Аврелієм, а також між Генріхом IV та його радником Саллі. Також в цей період він написав свій шедевр «Droit des gens» («Право народів»), який з'явився в Невшателі в кінці 1757 року. Завдяки цій праці суспільство швидко визнало Ваттеля авторитетом у сфері природної юриспруденції. Також змінилося його особисте становище.
1759 року курфюрст Саксонії, нарешті, згадав про Ваттеля і призначив його головним радником уряду Саксонії у закордонних справах. Під час свого перебування в Дрездені, Ваттель опублікував ще дві роботи: «Melanges de litterature, de morale, et de politique» (1760, передруковано в 1765 році, як «Amusemens de litterature, de morale, et de politique») і «Questions de droit naturel et observations sur le traite du droit de nature par le Baron de Wolf» (1764), в яких піддав критиці філософію Вольфа. У 1764 році він одружився з Марі-де-Шен, яка народила йому сина. Через поганий стан здоров'я, Ваттель був не в змозі впоратися зі своєї посадою і тому повернувся у рідній Невшатель, де він і помер у грудні 1767 у віці п'ятдесяти трьох років.

## Роботи
- «Apologie de la médisance»(1740);
- «Essai sur l'utilité du jeu»(1740);

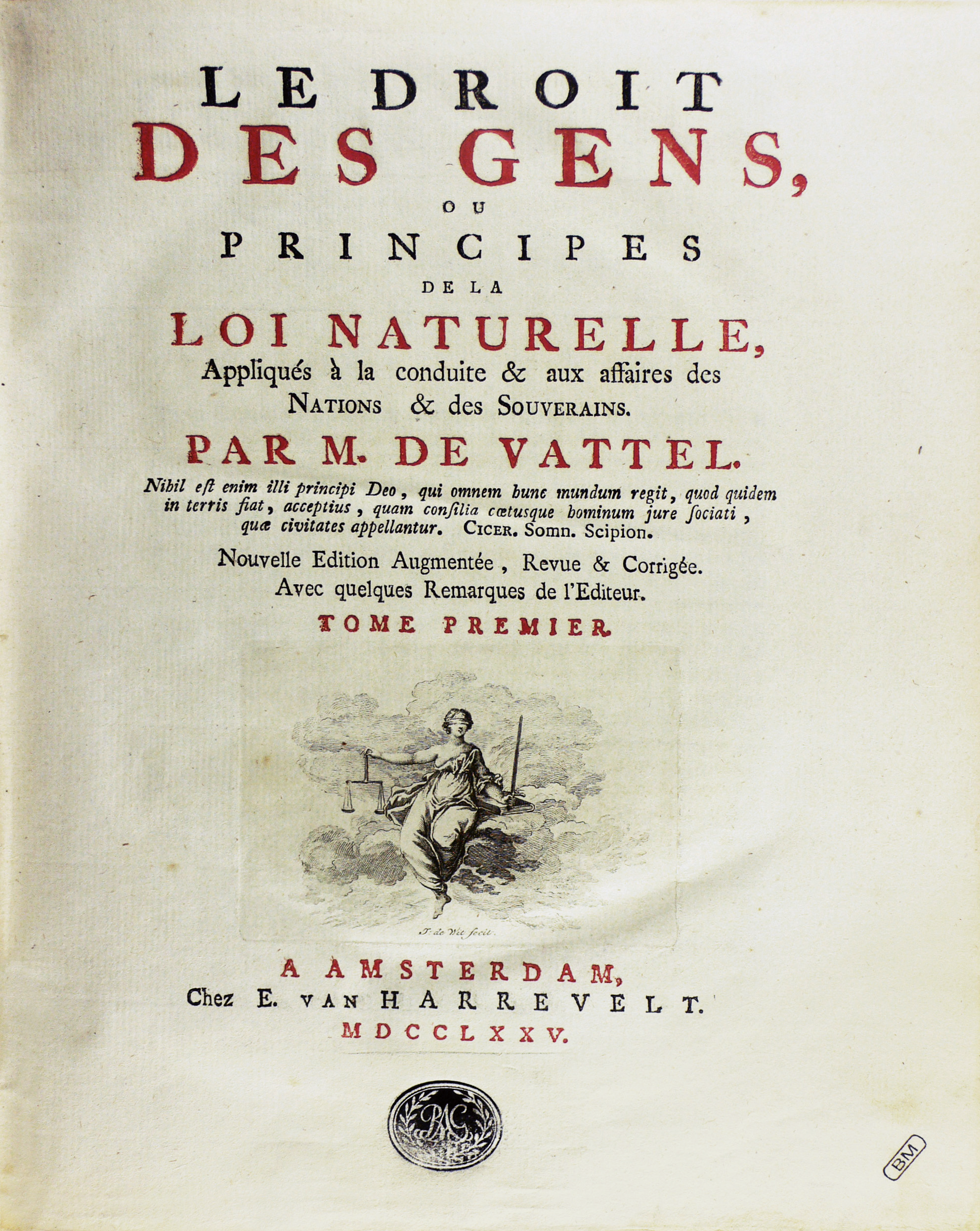
Le droit des gens, 1775.

- «Relation d'un jugement rendu sur le Mont Olympe» (1740);
- «Lettre à Mademoiselle de M … sur les sentimens délicats, généreux et désintéressés»(1741);
- «Lettre sur la nature de l'amour» (1741);
- «Sur la différence de l'amour et de l'amitié»(1741);
- «Défense du système Leibnitien» (Лейден, 1741);
- «Pièces diverses, avec quelques lettres de morale et d'amusemens» (Париж, 1746);
- «Le loisir philosophique ou Pièces diverses de philosophie, de morale, et d'amusement» (Женева, 1747);
- «Poliergie ou mélange de littérature et de poësie» (Амстердам, 1757);
- «Le Droit des Gens ou principes de la loi naturelle appliqués à la conduite et aux affaires des Nations et des Souverains» (1757);
- " Melanges de litterature, de morale, et de politique " (1760, передруковано в 1765 році, як «Amusemens de litterature, de morale, et de politique»);
- «Questions de droit naturel et observations sur le traite du droit de nature par le Baron de Wolf» (1764).

### «Право народів»
Еммеріх де Ваттель в роботі «Право народів» розвинув і популяризував погляди своїх попередників, а саме Х. Вольфа. Правда, Ваттель відкинув фікцію існування республіки держав, розроблену Вольфом, вказавши, що громадянське суспільство між націями менш необхідно, ніж між людьми. Еммеріх хотів написати роботу, яка б стала настільною книгою для дипломатів. Йому це вдалося, так як його праця витримала декілька перевидань, мала декілька коментарів і до сих пір слугує практичною настільною книгою для дипломатів і державних посадовців. В даній роботі автор відстоює початки просвітництва і розуму проти політики однопартійної держави, гуманність і національну самостійність на противагу варварства минулих часів та іноземної влади.
Еммеріх вважав, що суспільство держав знаходиться в природному стані. До цих висновків він дійшов, порівнюючи суспільство націй із суспільством людей. Так як до утворення громадянських суспільств вільні і незалежні люди жили разом в природному стані, то і нації (суверенні держави) слід розглядати як вільні особистості, які живуть в природному стані. Цей природний стан пропонує співпрацю і взаємодопомогу держав задля вдосконалення себе самих. В суспільстві націй також існують звичайні закони: «кожна нація повинна сприяти щастю і вдосконаленню інших усім, що в межах її влади»; «будь-якій нації повинно бути представлена можливість мирного використання тої свободи, яку вона має від природи».
В своїх взаємовідносинах держави зв'язані природним правом. Вони повинні його абсолютно дотримуватися. Також держави не можуть вносити в нього поправки і звільнятись від нього.
Крім природного права існує позитивне право народів, яке походить з волі нації. Різновидами позитивного права є добровільне, конвенційне і звичайне право. Добровільне право випливає з передбачуваної згоди держав; конвенційне — з їхньої висловленої згоди; звичайне — з їхньої мовчазної згоди. Конвенційне і звичайне право являють собою довільне і черпають силу з природного права, згідно з яким держави повинні дотримуватися взятих зобов'язань. Розмежування між природним правом і добровільним правом носить досить тонкий характер: на відміну від добровільного права, природне витікає з вимог совісті. Природне право і добровільне право хоч і встановлені природою, але кожний по-своєму: перше — як священний закон, який нації і суверени повинні поважати і дотримуватися; друге — як правило, яке застосовується у регулюванні відносин між суверенами для забезпечення суспільного блага. Отже, добровільне право є інтерпретацією державами природного права, тобто нації — вільні, незалежні, рівні, і всі дії кожної з націй, спрямовані на виконання свого боргу, залишаються на її совісті. При виникненні суперечок між націями, кожна з учасниць вважає, що справедливість на її стороні, але право вирішувати цей спір не належить будь-якій із зацікавлених сторін, ні іншим націям. Якщо ж нація — не права, то вона грішить проти своєї совісті, але так як може виявитися, що вона права, то ця нація не є винною в порушенні законів суспільства. Тому потрібно створити певний порядок дій для вирішенні даних суперечок, який би не порушував свободу і право кожної з націй, а також не заперечував основ природного суспільства. Отже, презумпцією права необхідно вважати згоду всіх націй з наявністю попередньо визначеного принципу.
Х. Вольф і Е. де Ваттель — найбільш відомі представники гроційського напряму в науці міжнародного права.